# Єристівка
Єри́стівка — село в Україні, в Пришибській сільській громаді Кременчуцького району Полтавської області. Назва походить від прізвища повітового маршала (очільника дворянства) Кременчуцького повіту на рубежі 18 і 19 ст. (князя — грузинського походження — Єристова). Населення становить 287 осіб. Орган місцевого самоврядування — Пришибська сільська рада

## Історія
Село утворилося на колишніх володіннях князя М. А. Єристова. За іншими джерелами назва походить від призвіща грузинського князя Устама Єріставі (з родини якого походить друг Пушкіна  - Дмитро Еристов).
З території села походить знахідка - половецька кам'яна баба - статуя що влаштовувалася на вершині одного із курганів. За наказом князя кам’яна скульптура була перевезена як окраса парку князя до Великих Будищ, неподалік від Диканьки що сталося у 1890-х рр.(Через півстоліття стела була доставлена до Полтавського краєзнавчого музею. А коли йшла підготовка до створення експозиції  Кременчуцького краєзнавчого музею, скульптуру передали до Кременчука (1969 р.), де зараз вона й знаходиться). 
За даними 1859 р. село Єристівка Кобелячківської волості Кременчуцького повіту (розташоване по праву сторону транспортного тракту з містечка Потоки до села Озера, через село Кобелячок,  при ставку) налічувало 45 дворів, чоловіків - 166, жінок - 153,  завод.
У 1862 році - 45 дворів та 319 жителів, завод. 
Станом на 1911 рік проживало 511 чоловік.
На картах РСЧА від 1932 року на території села знаходився колгосп ім. Парижської Комуни, каплиця, та три вітряних млини. З північно-західного боку тягнулося вдоль села урочище Пожарня(Пожарная). Також крізь село згідно тієї ж карти, проходила покращена ґрунтова дорога Дмитрівка - Кобелячок - Кишеньки (нині автодорога місцевого значення О1711147), вздовж якої розташовувалася лінія телеграфної мережі. 
Село Єристівка має зникнути у 2025 році у зв'язку з розбудовою Єристівського ГЗК.  Станом на 2024 рік ще залишилося відселити 9 домогосподарств.

## Географія
Село Єристівка знаходиться на краю заливних лугів річки Псел, на відстані 1,5 км від сіл Пришиб та Новоселівка-Шевченкове. Розташоване на правому березі Єристівського болота – вододілі рр. Сухий Кобелячок – Псел.

## Транспорт
Через село проходять автодороги місцевого значення:
- О1711147 "Дмитрівка - Кобелячок - Кишеньки"

## Історичні пам'ятки
- Меморіальний комплекс: Братська могила воїнів. Пам’ятний знак полеглим воїнам-односельчанам (1951) - пам'ятка історії (Рішення виконкому Полтавської облради народних депутатів від 23.04.1982 № 247)